# Samsung Galaxy Gear
Il Samsung Galaxy Gear è il primo smartwatch dell'azienda sudcoreana Samsung, presentato durante un evento Samsung Unpacked a Berlino, in Germania, il 4 settembre 2013 il dispositivo funge da compagno per tutti gli smartphone e tablet Samsung Galaxy con Android 4.3 o versioni successive; e messo in vendita il 25 settembre 2013. Originariamente immesso sul mercato come dispositivo basato su Android, Samsung ha sostituito il sistema operativo con Tizen attraverso l'aggiornamento del software del maggio 2014. Il Galaxy Gear viene in alcuni casi messo in vendita con il Note 3 e nei primi 2 mesi vende 800 000 esemplari. Viene succeduto dal Samsung Gear 2, è stato immesso sul mercato l'11 aprile 2014.

## Hardware e software
Il dispositivo è dotato di uno schermo tattile quadrato da 1,6" con tecnologia Super AMOLED e risoluzione 320 x 320 pixel, Bluetooth 4.0 LE, processore a 800 MHz, memoria RAM da 512 MB e 4 GB di ROM, batteria da 315 mAh, fotocamera da 1,9 megapixel con sensore BSI in grado di registrare video in HD.
Ha un livello di protezione da schizzi d'acqua e polvere IP55.
Il software inizialmente usato per il Gear era un sistema proprietario minimale, poi aggiornato a maggio 2014 al sistema operativo Tizen.
Ha due sensori, un accelerometro e un giroscopio.